# Diphasia tropica
Diphasia tropica is een hydroïdpoliep uit de familie Sertulariidae. De poliep komt uit het geslacht Diphasia. Diphasia tropica werd in 1904 voor het eerst wetenschappelijk beschreven door Nutting. 